# Learjet 40
Learjet 40 – kanadyjski samolot biznesowy, produkowany przez firmę Bombardier Aerospace.

## Historia
Pomysł na samolot biznesowy Learjet 40 wziął się z innej wersji samolotu a mianowicie z Learjet 45.
Samolot ten ma krótszy kadłub i jest zasilany przez dwa silniki Honeywell TFE731 w wersji 20AR.
Samolot swój pierwszy lot wykonał 5 września 2002 roku, natomiast do eksploatacji wszedł w styczniu 2004 roku.
Udoskonalona wersja Learjet 40XR, która została wprowadzona w październiku 2004 roku, oferuje możliwość większego obciążenia podczas startu a także szybsze wznoszenie.